# Noyelles-Godault
Noyelles-Godault – miejscowość i gmina we Francji, w regionie Hauts-de-France, w departamencie Pas-de-Calais.
Według danych na rok 1990 gminę zamieszkiwało 5655 osób, a gęstość zaludnienia wynosiła 1038 osób/km² (wśród 1549 gmin regionu Nord-Pas-de-Calais Noyelles-Godault plasuje się na 156. miejscu pod względem liczby ludności, natomiast pod względem powierzchni na miejscu 641.).